# Nephila cornuta
Nephila cornuta är en spindelart som först beskrevs av Peter Simon Pallas 1772.  Nephila cornuta ingår i släktet Nephila och familjen Nephilidae.
Artens utbredningsområde är Guyana. Inga underarter finns listade i Catalogue of Life.